# Cudonigera
Cudonigera là một chi bướm đêm thuộc tông Archipini, họ Tortricidae.

## Các loài
- Cudonigera houstonana (Grote, 1873)